# Бьоле, Бенжамен
Бенжамен Жерар Фабьен Бьоле (фр. Benjamin Gérard Fabien Biolay; род. 20 января 1973[…], Вильфранш-сюр-Сон, Франция) — французский певец, автор песен, музыкант, актёр и музыкальный продюсер. Является братом певицы Корали Клеман, которой он написал и спродюсировал два альбома, а также бывшим мужем Кьяры Мастроянни, дочери Катрин Денёв и Марчелло Мастроянни.

## Дискография

### Альбомы
Сольные студийные альбомы
| Year | Album                | Peak positions | Peak positions | Peak positions | Peak positions | Peak positions | Peak positions |
| Year | Album                | FR             | BEL (Fl)       | BEL (Wa)       | GER            | SPN            | SUI            |
| ---- | -------------------- | -------------- | -------------- | -------------- | -------------- | -------------- | -------------- |
| 2001 | Rose Kennedy         | 66             | -              | -              | -              | -              | -              |
| 2003 | Négatif              | 15             | -              | 9              | -              | -              | -              |
| 2005 | À l’origine          | 17             | -              | 27             | -              | -              | -              |
| 2007 | Trash Yéyé           | 11             | -              | 23             | -              | -              | 72             |
| 2009 | La Superbe           | 3              | -              | 7              | 98             | 97             | 61             |
| 2011 | Pourquoi tu pleures? | 38             | -              | 54             | -              | -              | -              |
| 2012 | Vengeance            | 2              | 95             | 6              | -              | 42             | 22             |
| 2015 | Trenet               | 19             | 174            | 12             | -              | -              | -              |
| 2016 | Palermo Hollywood    | 3              | 6              | 86             | -              | -              | 17             |
| 2017 | Volver               | 1              | 129            | 1              | -              | -              | -              |

Альбомы в сотрудничестве
| 2004 | Home (with Кьярой Мастроянни) | - | 26 | 98 |

Компиляции
| Year | Album   | Peak positions | Peak positions |
| Year | Album   | FR             | BEL (Wa)       |
| ---- | ------- | -------------- | -------------- |
| 2011 | Best Of | -              | 178            |

### EP
| Year | EP title                 | Peak positions |
| Year | EP title                 | FR             |
| ---- | ------------------------ | -------------- |
| 2001 | Benjamin Biolay Remix EP | -              |

### Саундтреки
| Year | Album        | Peak positions |
| Year | Album        | FR             |
| ---- | ------------ | -------------- |
| 2004 | Clara et Moi | 163            |

### Синглы
| Year | Single                                        | Peak positions | Peak positions | Peak positions | Album |
| Year | Single                                        | FR             | BEL (Wa)       | BEL (Wa) Tip   | Album |
| ---- | --------------------------------------------- | -------------- | -------------- | -------------- | ----- |
| 2008 | «Qu’est ce que ça peut faire?»                | -              | -              | 14             |       |
| 2010 | «La superbe»                                  | -              | 38             | -              |       |
| 2010 | «Si tu suis mon regard»                       | -              | -              | 32             |       |
| 2011 | «Ton héritage»                                | -              | -              | 28             |       |
| 2011 | «Pas la forme»                                | -              | -              | 25             |       |
| 2012 | «Aime mon amour»                              | 60             | 39             | -              |       |
| 2012 | «Profite» (feat. Vanessa Paradis)             | 93             | -              | 24             |       |
| 2012 | «Ne regrette rien» (feat. Orelsan)            | 157            | -              | -              |       |
| 2014 | «Ton héritage» (rerelease)                    | 80             | -              | -              |       |
| 2014 | «Pas besoin de permis» (with Vanessa Paradis) | 35             | -              | -              |       |
| 2016 | «Palermo Hollywood»                           | 161            | -              | -              |       |

Участие
| Year | Single | Peak positions | Album |
| Year | Single | FR             | Album |
| ---- | --- | -------------- | ----- |
| 2003 | «L’hymne à l’amour» (Aznavour, Boulay, Eicher, Biolay, Macias, Maurane, Foly, Fontaine, Mami, Leroy, Pagny & Badi) | 50             |       |

## Фильмография
| Год  | Название                             | Роль              | Примечание                                                       |
| ---- | ------------------------------------ | ----------------- | ---------------------------------------------------------------- |
| 2008 | Стелла                               | Серж, отец Стеллы | номинация на премию «Сезар» за лучшую мужскую роль второго плана |
| 2010 | Свора                                | Макс              |                                                                  |
| 2013 | В конце сказки                       | Максим Вольф      |                                                                  |
| 2014 | Искусство фуги                       | Жерар             |                                                                  |
| 2015 | Дама в очках и с ружьем в автомобиле | Мишель Каравалье  |                                                                  |
| 2016 | Всё ещё счастливы                    | Антуан            |                                                                  |
| 2016 | Громовой цветок                      | Матье Веррон      |                                                                  |
| 2016 | Безупречная                          | Жиль Лонка        |                                                                  |
| 2017 | Боль                                 | Дионис Масколо    |                                                                  |
| 2017 | Первый номер                         | Марк Ронсен       |                                                                  |
| 2021 | Суперзвезда                          | Фред де Мер       |                                                                  |
| 2022 | Черта                                | Жюльен            |                                                                  |
| 2024 | Марчелло Мио                         | Бенжамен          |                                                                  |